# Pergamon
Pergamon ali Pergamum (starogrško τὸ Πέργαμον, ἡ Πέργαμος, latinizirano: to Pergamon, hē Pergamos) je bilo starogrško mesto v Eoliji. Danes je 26 kilometrov od Egejskega morja na vzpetini na severni strani reke Kaik (danes Bakırçay). Glavno najdišče starodavnega Pergamona je severno in zahodno od sodobnega mesta Bergama v Turčiji.
Grški zgodovinarji so rekonstruirali celotno zgodovino mesta zaradi zmede z daljno Tevtranijo, ki je postala prestolnica pergamonskega kraljestva v helenističnem obdobju pod dinastijo Atalidov 281–133 pr. n. št. 
Pergamon je naveden v knjigi Razodetje kot ena od sedmih cerkva v Aziji.

## Zgodovina

### Antika
Ksenofont v najstarejši ohranjeni listini omenja Pergamon.  Ksenofont je leta 399 pred našim štetjem zasedel Pergamon, a so ga takoj ponovno zasedli Perzijci. Po uporu leta 362 pred našim štetjem so ga strogo kaznovali. Mesto je postalo pomembno šele z Lizimahom, kraljem Trakije, ki ga je zasedel 301 pred našim štetjem. Njegov poročnik Filetajros je mesto razširil, a je Kraljevina Trakija propadla in Pergamon je postal prestolnica novega kraljestva Pergamon, ki ga je leta 281 pred našim štetjem ustanovil Filetajros in začel dinastijo Atalidov. Leta 261 pred našim štetjem je zapustil svoje imetje svojemu nečaku Evmenu I. (263–241 pred našim štetjem), ki ga je povečal in kot dediča določil bratranca Atala I. (241–197 pred našim štetjem).
Atalidi so postali najzvestejši podporniki Rima v helenističnem svetu. Pod Atalom I. (241–197 pred našim štetjem) so se povezali z Rimom proti Filipu V. Makedonskemu v prvi in drugi makedonski vojni in spet pod Evmenom II. (197–158 pred našim štetjem) proti Perzeju Makedonskemu med tretjo makedonsko vojno. Za njihovo pomoč proti Selevkidom so bili Atalidi nagrajeni z vsemi nekdanjimi selevkidskimi posestvi v Mali Aziji.
Kot posledica vzpona na oblast se je mesto zelo razširilo. Do leta 188 pred našim štetjem in od ustanovitve se ni bistveno povečalo. Pokrivalo je okoli 21 hektarjev površine. Po tem letu je bilo zgrajeno obsežno novo mestno obzidje, dolgo 4 km s površino približno 90 hektarjev.
Atalidi so vladali modro in velikodušno. Veliko ohranjenih dokumentov kaže, kako so Atalidi podpirali rast mest, kamor so pošiljali kvalificirane obrtnike in nakazovali davke. Grškim mestom na njihovih območjih so dovolili ohraniti nominalno neodvisnost. Pošiljali so darila grškim kulturnim mestom, kot so Delfi, Delos in Atene. Premagali so vdirajoče Kelte. Predelali so pergamonsko akropolo po zgledu Akropole v Atenah. Ko je Atal III. Filometor (138–133 pred našim štetjem) umrl brez dediča leta 133 pred našim štetjem, je zapustil celotni Pergamon Rimu, da bi preprečil državljansko vojno.

### Rimsko obdobje
V Pergamonu niso vsi sprejeli vladavine Rima. Aristonik, ki je trdil, da je Atalov brat in sin Evmena II., prejšnjega kralja, je vodil upor nižjega razreda s pomočjo Blosisa. Upor je bil zatrt 129 pred našim štetjem in Pergamon razdeljen med Rim, Pont in Kapadokijo.
Pergamon je bil kratek čas prestolnica rimske province Azije, še preden je bilo glavno mesto preneseno v Efez.
Po počasnem zatonu je mestu z omejenimi možnostmi dal več imperialnih pobud Hadrijan (117–138). Dodelil mu je naslov metropole in posledica je bila velikopotezen program gradenj: ogromni templji, stadion, gledališče, velik forum in amfiteater. Poleg tega je bilo tam, kjer je bilo Asklepijevo svetišče (bog zdravljenja) razkošno središče dobrega počutja. To svetišče je postalo slavno in je veljalo za eno najbolj znanih terapevtskih in zdravilnih središč rimskega sveta. Galen, po Hipokratu najbolj znan zdravnik antike, se je rodil v Pergamonu in se je izobraževal v Asklepijonu.
Pergamon je dosegel svojo največjo veličino pod rimsko cesarsko oblastjo in je bil dom okoli 200.000 prebivalcev. Mesto je postalo sedež krščanstva in dobilo škofijo že v 2. stoletju.
V 3. stoletju je bilo mesto močno poškodovano v potresu leta 262, kmalu po tem pa so ga opustošili še Goti.
Pergamonska knjižnica je bila znana kot druga največja knjižnica za aleksandrijsko, čeprav se ji ni približala v znanosti.

### Srednji vek
Okoli 620 so Anatolijo napadli Perzijci, Sasanidsko cesarstvo. Ko so Perzijce izrinile bizantinske sile, je bil Pergamon po naročilu cesarja Konstansa II. obnovljen v precej manjšem obsegu.
Ne dolgo za tem, leta 717, je Pergamon zasedla vojska Maslame ibn Abda al-Malika na svoji poti k obleganju Konstantinopla.
S porazom bizantinske vojske v bitki pri Manzikertu leta 1071 so postali seldžuški Turki učinkoviti pri nadzoru nad celotno Anatolijo, vendar so se umaknili v osrednjo in vzhodno Anatolijo za utrditev svojega položaja kot Sultanat Rum in Pergamon vrnili pod bizantinski nadzor. Nazadovanje Sultanata Ruma v poznem 12. stoletju je povzročil vzpon anatolskih bejlukov (turško ’’Anadolu beylikleri’’ – majhne turške kneževine ali drobna kraljestva v Anatoliji). S postopnim slabenjem bizantinskega cesarstva in širjenjem bejlukov je bil Pergamon leta 1336 vključen v bejluk Karası. Konkurenca med njimi je povzročila, da je Karası prevzel otomanski emirat – predhodnik osmanskega cesarstva – leta 1357.
Otomanski sultan Murat III. je dve veliki alabastrni žari odpeljal z ruševin Pergamona in jih postavil na obeh straneh ladje v Hagiji Sofiji v Carigradu.

## Glavne znamenitosti

### Zgornja Akropola
Veliki pergamonski oltar je v Pergamonskem muzeju v Berlinu. Temelji so ostali na zgornjem delu Akropole. Manjši friz na steni v oltarju upodablja življenje Telefa, Heraklejevega sina in legendarnega ustanovitelja Pergamona.
Druge pomembne strukture, ki so še vedno na zgornjem delu Akropole, so:
- helenistično gledališče z 10.000 sedeži. Imelo je najstrmejše tribune v antičnem svetu,[4]
- Trajanovo svetišče (znano tudi kot Trajaneum),
- Atenin tempelj,
- Pergamonska knjižnica,
- kraljeve palače,
- heroon, svetišče, v katerem so častili kralji Pergamona, zlasti Atala I. in Evmena II.,[5]
- Dionizov tempelj,
- zgornja agora,
- rimski kopališki kompleks,
- heroon Diodora Pasporosa,
- arzenali.

Pergamonska knjižnica na Akropoli (antična knjižnica Pergamum) je bila druga najboljša v antični civilizaciji. [8] Pergamon je bil tudi cvetoče središče za izdelavo pergamentov, ki so bili uporabljeni v Mali Aziji že dolgo pred vzponom mesta. Zgodba o pergamonskem izumu pergamenta zaradi monopola Aleksandrije pri papirusu, je le legenda. V knjižnici naj bi bilo 200.000 zvezkov, ki jih je Mark Antonij pozneje dal Kleopatri kot poročno darilo.
Danes vozi do akropole gondola, postaja je v severovzhodnem delu Bergama.

### Spodnja Akropola
Spodnji del Akropole ima te strukture:
- zgornji gimnazij,
- srednji gimnazij,
- spodnji gimnazij,
- Demetrin tempelj,
- Herino svetišče,
- Atalovo hišo,
- spodnjo agoro in
- Evmenova vrata.

### Ob vznožju Akropole

#### Asklepijev tempelj
Tri kilometre južno od Akropole v dolini (39°7′9″N 27°9′56″E / 39.11917°N 27.16556°E) je bilo Asklepijevo svetišče (znano tudi kot Asklepijon). Raztezal se je vzdolž 820 metrov kolonadne svete poti. Ljudje z zdravstvenimi težavami so se lahko okopali v vodi svetega izvira in v bolnikovih sanjah se je pojavila Asklepijeva vizija, ki jim je povedala, kako pozdraviti bolezen. Arheologi so našli mnogo daril in posvetil, ki so jih ozdravljeni ljudje pozneje prinesli v zahvalo, kot so majhni deli telesa iz terakote, ki verjetno predstavljajo, kaj se je pozdravilo. Klavdij Galen, najbolj znan zdravnik v starem rimskem cesarstvu in osebni zdravnik cesarja Marka Avrelija, je več let delal v Asklepijonu. Pomembnejše strukture v Asklepijonu so:
- rimsko gledališče,
- severna stoa,
- južna stoa,
- Asklepijev tempelj,
- krožni center zdravljenja (včasih znan kot Telefov tempelj),
- zdravilni izvir,
- podzemni hodnik,
- knjižnica,
- via tecta (ali sveta pot, kolonadna ulica, ki je vodila do svetišča) in
- propileje.

#### Sarapisov tempelj
Druga opazna struktura v Pergamonu je velik tempelj egipčanskih bogov Izide in/ali Sarapisa, danes znan kot "Rdeča bazilika" (ali Kizil Avlu v turščini), ki leži približno en kilometer južno od Akropole na (39°7′19″N 27°11′1″E / 39.12194°N 27.18361°E). Tempelj je sestavljen iz glavne zgradbe in dveh okroglih stolpov z ogromnimi temenosi ali svetimi prostori. Tempeljska stolpa, ki spremljata glavno zgradbo, sta imela dvorišča z bazeni na vsakem koncu, ki so se uporabljali za umivanje, na treh straneh obdano s stoami. Ob tem templju je v letu 92 sv. Antip, prvi škof Pergamona, posvetil apostola Janeza, ki je bil žrtev v spopadu med Sarapisovimi verniki in kristjani. Jezna množica je vpila, da je treba sv. Antipa živega zažgati s kadilom iz gorilnika, ki je predstavljal bika boga Apisa. V 1. stoletju našega štetja je bila v glavni zgradbi Rdeče bazilike urejena krščanska cerkev, ki je bila ena izmed sedmih cerkva, na katero se nanaša Razodetje. Zunanje dvorišče je še vedno podprto s 193 m širokim pergamonskim mostom, ki je največja mostna podporna konstrukcija antike.

## Napisi
Grški napisi, odkriti v Pergamonu, so pravila mestnih uradnikov, tako imenovani astinomi,  ki so bili dodani za razumevanje grških občinskih zakonov in predpisov, tudi o tem, kako je treba vzdrževati ceste, predpise o javni in zasebni dobavi vode in straniščih.

## Znameniti ljudje
- Epigon (3. stoletje pred našim štetjem), grški kipar,
- Soso Pergamonski (2. stoletje pred našim štetjem), grški umetnik mozaika,
- Evlij Nikon (2. stoletje), grški arhitekt in stavbenik,
- Klavdij Galen (okoli 129–200/216 n. št.), grški zdravnik.